# Zeinab Kamel Ali
Zeinab Kamel Ali (arabisch زينب كامل علي) ist eine Politikerin aus Dschibuti. Sie ist Mitglied des Standing Committee beim Economic, Social and Cultural Council (ECOSOCC) der Afrikanischen Union und vertritt dort Ostafrika.